# ATP-toernooi van Boston
Het ATP-toernooi van Boston (ook bekend als de U.S. Pro Tennis Championships) was een jaarlijks terugkerend tennistoernooi dat van 1927 t/m 1999 plaatsvond op verschillende locaties in de Verenigde Staten. Vanaf 1963 werd het toernooi altijd op de banen van de Longwood Cricket Club in Chestnut Hill afgewerkt.

## Finales

### Enkelspel
| Jaar      | Ondergrond           | Winnaar              | Verliezend finalist  | Score                   |                      |
| --------- | -------------------- | -------------------- | -------------------- | ----------------------- | -------------------- |
| 1999      | hardcourt            | Marat Safin          | Greg Rusedski        | 6-4, 7-6(11)            | details              |
| 1998      | hardcourt            | Michael Chang        | Paul Haarhuis        | 6-3, 6-4                | details              |
| 1997      | hardcourt            | Sjeng Schalken       | Marcelo Ríos         | 7-5, 6-3                | details              |
| 1996      | niet gespeeld        | niet gespeeld        | niet gespeeld        | niet gespeeld           | niet gespeeld        |
| 1990-1995 | demonstratietoernooi | demonstratietoernooi | demonstratietoernooi | demonstratietoernooi    | demonstratietoernooi |
| 1989      | gravel (groen)       | Andrés Gómez         | Mats Wilander        | 6-1, 6-4                |                      |
| 1988      | gravel (groen)       | Thomas Muster        | Lawson Duncan        | 6-2, 6-2                |                      |
| 1987      | gravel (groen)       | Mats Wilander        | Kent Carlsson        | 7-6, 6-1                |                      |
| 1986      | gravel (groen)       | Andrés Gómez         | Martín Jaite         | 7-5, 6-4                |                      |
| 1985      | gravel (groen)       | Mats Wilander        | Martín Jaite         | 6-2, 6-4                |                      |
| 1984      | gravel (groen)       | Aaron Krickstein     | José Luis Clerc      | 7-6, 3-6, 6-4           |                      |
| 1983      | gravel (groen)       | José Luis Clerc      | Jimmy Arias          | 6-3, 3-6, 6-0           |                      |
| 1982      | gravel (groen)       | Guillermo Vilas      | Mel Purcell          | 6-4, 6-0                |                      |
| 1981      | gravel (groen)       | José Luis Clerc      | Hans Gildemeister    | 0-6, 6-2, 6-2           |                      |
| 1980      | gravel (groen)       | Eddie Dibbs          | José Luis Clerc      | 6-2, 6-1                |                      |
| 1979      | gravel (groen)       | José Higueras        | Hans Gildemeister    | 6-3, 6-1                |                      |
| 1978      | gravel (groen)       | Manuel Orantes       | Harold Solomon       | 6-4, 6-3                |                      |
| 1977      | gravel (groen)       | Manuel Orantes       | Eddie Dibbs          | 7-6, 7-5, 6-4           |                      |
| 1976      | gravel (groen)       | Björn Borg           | Harold Solomon       | 6-7, 6-4, 6-1, 6-2      |                      |
| 1975      | gravel (groen)       | Björn Borg           | Guillermo Vilas      | 6-3, 6-4, 6-2           |                      |
| 1974      | gravel (groen)       | Björn Borg           | Tom Okker            | 7-6, 6-1, 6-1           |                      |
| 1973      | hardcourt            | Jimmy Connors        | Arthur Ashe          | 6-3, 4-6, 6-4, 3-6, 6-2 |                      |
| 1972      | hardcourt            | Bob Lutz             | Tom Okker            | 6-4, 2-6, 6-4, 6-4      |                      |
| 1971      | hardcourt            | Ken Rosewall         | Cliff Drysdale       | 6-4, 6-3, 6-0           |                      |
| 1970      | hardcourt            | Tony Roche           | Rod Laver            | 3-6, 6-4, 1-6, 6-2, 6-2 |                      |
| 1969      | hardcourt            | Rod Laver            | John Newcombe        | 7-5, 6-2, 4-6, 6-1      |                      |
| 1968      | gras                 | Rod Laver            | John Newcombe        | 6-4, 6-4, 9-7           |                      |

### Dubbelspel
| Jaar      | Ondergrond           | Winnaars                         | Verliezend finalisten              | Score                    |                          |
| --------- | -------------------- | -------------------------------- | ---------------------------------- | ------------------------ | ------------------------ |
| 1999      | hardcourt            | Guillermo Cañas Martín García    | Marius Barnard T.J. Middleton      | 5-7 7-6(2) 6-3           | details                  |
| 1998      | hardcourt            | Jacco Eltingh Paul Haarhuis      | Chris Haggard Jack Waite           | 6-3 6-2                  | details                  |
| 1997      | hardcourt            | Jacco Eltingh Paul Haarhuis      | Dave Randall Jack Waite            | 6-3 7-6(3)               | details                  |
| 1996      | niet gespeeld        | niet gespeeld                    | niet gespeeld                      | niet gespeeld            | niet gespeeld            |
| 1990-1995 | demonstratietoernooi | demonstratietoernooi             | demonstratietoernooi               | demonstratietoernooi     | demonstratietoernooi     |
| 1989      | gravel (groen)       | Andrés Gómez Alberto Mancini     | Todd Nelson Philipp Williamson     | 7-6, 6-2                 |                          |
| 1988      | gravel (groen)       | Jorge Lozano Todd Witsken        | Bruno Orešar Jaime Yzaga           | 6-2, 7-5                 |                          |
| 1987      | gravel (groen)       | Hans Gildemeister Andrés Gómez   | Mats Wilander Joakim Nyström       | 7-6, 3-6, 6-1            |                          |
| 1986      | gravel (groen)       | Hans Gildemeister Andrés Gómez   | Dan Cassidy Mel Purcell            | 4-6, 7-5, 6-0            |                          |
| 1985      | gravel (groen)       | Libor Pimek Slobodan Živojinovic | Peter McNamara Paul McNamee        | 2-6, 6-4, 7-6            |                          |
| 1984      | gravel (groen)       | Ken Flach Robert Seguso          | Gary Donnelly Ernie Fernandez      | 6-4, 6-4                 |                          |
| 1983      | gravel (groen)       | Mark Dickson Cássio Motta        | Hans Gildemeister Belus Prajoux    | 7-5, 6-3                 |                          |
| 1982      | gravel (groen)       | Craig Wittus Steve Meister       | Freddie Sauer Schalk Van Der Merwe | 6-2, 6-3                 |                          |
| 1981      | gravel (groen)       | Raúl Ramírez Pavel Složil        | Hans Gildemeister Andrés Gómez     | 6-4, 7-6                 |                          |
| 1980      | gravel (groen)       | Gene Mayer Sandy Mayer           | Hans Gildemeister Andrés Gómez     | 1-6, 6-4, 6-4            |                          |
| 1979      | gravel (groen)       | Syd Ball Kim Warwick             | Heinz Günthardt Pavel Složil       | 4-6, 6-4, 6-4            |                          |
| 1978      | gravel (groen)       | Víctor Pecci Balázs Taróczy      | Heinz Günthardt Van Winitsky       | 6-3, 3-6, 6-1            |                          |
| 1977      | gravel (groen)       | Brian Gottfried Bob Hewitt       | Onny Parun Ken Rosewall            | 6-2, 7-5                 |                          |
| 1976      | gravel (groen)       | Ray Ruffels Allan Stone          | Mike Cahill John Whitlinger        | 3-6, 6-3, 7-6            |                          |
| 1975      | gravel (groen)       | Brian Gottfried Raúl Ramírez     | John Andrews Mike Estep            | 4-6, 6-3, 7-6            |                          |
| 1974      | gravel (groen)       | Bob Lutz Stan Smith              | Hans-Jurgen Pohmann Marty Riessen  | 3-6, 6-4, 6-3            |                          |
| 1973      | hardcourt            | dubbelspel niet gespeeld         | dubbelspel niet gespeeld           | dubbelspel niet gespeeld | dubbelspel niet gespeeld |
| 1972      | hardcourt            | John Newcombe Tony Roche         | Arthur Ashe Bob Lutz               | 6-3, 1-6, 7-6            |                          |
| 1971      | hardcourt            | Roy Emerson Rod Laver            | Tom Okker Marty Riessen            | 6-4, 6-4                 |                          |
| 1970      | hardcourt            | Roy Emerson Rod Laver            | Ismail El Shafei Torben Ulrich     | 6-1, 7-6                 |                          |

1968 · 1969 · 1970 · 1971 · 1972 · 1973 · 1974 · 1975 · 1976 · 1977 · 1978 · 1979 · 1980 · 1981 · 1982 · 1983 · 1984 · 1985 · 1986 · 1987 · 1988 · 1989 · 1990 - 1996 · 1997 · 1998 · 1999
ITF-toernooien (mannen en vrouwen)

ATP-toernooien (mannen) – ATP-seizoen 2025

WTA-toernooien (vrouwen) – WTA-seizoen 2025

Voormalige toernooien mannen
Voormalige toernooien vrouwen
Voormalige amateurtoernooien